# Jochen Wissinger
Jochen Wissinger (* 9. Juli 1954 in Düsseldorf) ist ein deutscher Erziehungswissenschaftler.

## Leben
Er studierte Erziehungswissenschaft, Literaturwissenschaft und Linguistik und Soziologie mit dem Schwerpunkt Bildungssoziologie an der Universität Bielefeld (erstes Staatsexamen für das Lehramt der Sekundarstufen I und II; Promotion an der Fakultät für Pädagogik (heute Fakultät Erziehungswissenschaft) in Bielefeld; Habilitation an der Fakultät Pädagogik, Philosophie, Psychologie (heute Fakultät Humanwissenschaften) der Otto-Friedrich-Universität Bamberg – Lehrbefähigung für das Fach Pädagogik). Er ist Professor für Erziehungswissenschaft mit dem Schwerpunkt Schulpädagogik am Fachbereich 03 Sozial- und Kulturwissenschaften der Justus-Liebig-Universität Gießen.
Seine Interessengebiete sind schulische Sozialisations- und Jugendforschung (Schultheorie, Lern- und Leistungsschwierigkeiten, schulaversives Verhalten, Struktur und Wirkung von Fördermaßnahmen – Kooperative Bildungssettings); Schulleitungs- und Schulentwicklungsforschung (innerschulische und außerschulische Steuerung, Schulinspektion, Schulaufsicht, Organisationstheorie, Management und Führung).

## Schriften (Auswahl)
- Schule als Lebenswelt. Eine handlungstheoretische Untersuchung über die Entstehung von Schulschwierigkeiten. Frankfurt am Main 1988, ISBN 3-593-34009-7.
- Perspektiven schulischen Führungshandelns. Eine Untersuchung über das Selbstverständnis von SchulleiterInnen. Weinheim 1996, ISBN 3-7799-0878-6.
- mit Manfred Lüders (Hrsg.): Forschung zur Lehrerbildung. Kompetenzentwicklung und Programmevaluation. Münster 2007, ISBN 3-8309-1821-6.